# Bitva u Santiaga de Cuba
Bitva u Santiaga de Cuba, která se odehrála 3. července 1898, představuje rozhodující bitvu španělsko-americké války. Americké námořnictvo v ní rozdrtilo slabší španělskou karibskou flotilu, která se pokoušela probít ze santiagského přístavu, čímž fakticky zlikvidovalo španělskou námořní moc, těžce zredukovanou již v bitvě v Manilské zátoce. Bitva definitivně rozhodla celou válku, protože bez loďstva, které by je chránilo a zásobovalo, se španělské zámořské državy jako Kuba, Portoriko, Guam a Filipíny staly pro USA a jejich místní spojence snadnou kořistí.